# 旧インドシナ銀行上海支店ビル

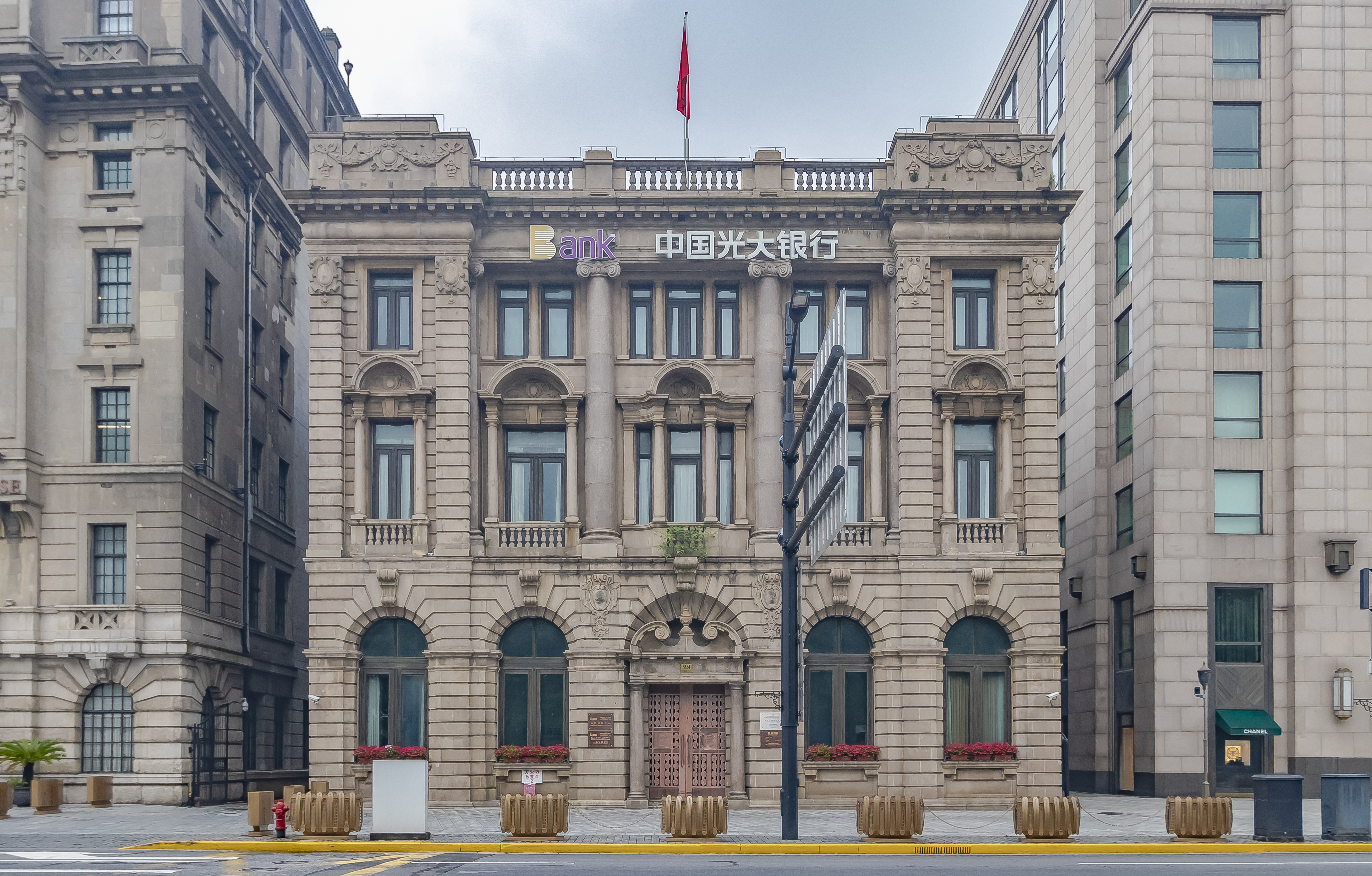
旧インドシナ銀行上海支店ビル

インドシナ銀行ビル（中国語: 東方匯理銀行大樓）は上海外灘に位置している建物。旧地番から外灘29号とも呼ばれる。

## 歴史
このビルは仏領インドシナ・広州フランス租界を含んだ仏領インドシナ連邦の中央銀行であったフランス資本インドシナ銀行が上海において支店として建築したものである。1899年、インドシナ銀行はフランス租界の中で上海支店を開いた。しかし、その後外灘での営業を行うために上海共同租界の外灘29号の土地を買い取り、ビルを建築した。1911年に竣工し、完成は1914年だった。

## 建築
典型的な古典主義建築であり、イオニア風の円柱が使われている。ビルの高さは21.6メートルであり、グレンラインビルと比べて6メートルしか差が無いが、階数はこちらは3階建てである。外部の彫刻は精巧で美しい。入り口扉の廊下はバロック風になっている。設計はアトキンソン＆ダラス。

## その後
1956年、このビルは住宅管理局に接収された。ビルの名は东方汇理银行大楼（東方匯理銀行大楼）であったが、これを東方ビルに改名し、上海市公安局交通課が使用するようになった。
現在、この建物には光大銀行上海支店が入店している。